# Martha Pässold
Martha Pässold, geb. Spindler (* 3. November 1911 in Ilmenau; † 18. Dezember 1998 ebenda) war eine deutsche Funktionärin der Demokratischen Bauernpartei Deutschlands (DBD) und der  Gesellschaft für Deutsch-Sowjetische Freundschaft. Sie war von 1954 bis 1971 Abgeordnete der Volkskammer der DDR.

## Leben
Pässold, Tochter eines Arbeiters, besuchte die Volks- und die Haushaltsschule. Sie arbeitete von 1926 bis 1957 in der elterlichen Landwirtschaft, dann als Genossenschaftsbäuerin und ab 1964 als Melkerin und Facharbeiterin für Rinderzucht in der LPG „Karl Marx“ Ilmenau.
1947 wurde sie Mitglied der Vereinigung der gegenseitigen Bauernhilfe (VdgB) und 1952 der Demokratischen Bauernpartei Deutschlands (DBD). Sie gehörte zu den Mitbegründern der DBD-Ortsgruppe Ilmenau. Ab 1953 war sie Mitglied des DBD-Bezirksvorstandes Suhl, ab 1954 Zweite Vorsitzende des Bezirksvorstandes sowie Mitglied des Sekretariats des Kreisvorstandes Ilmenau und des Bezirksvorstandes Suhl der DBD. Von 1954 bis 1959 wirkte sie als Vorsitzende des DBD-Kreisvorstandes Ilmenau. 
Von 1954 bis 1971 war sie für die DBD Abgeordnete der Volkskammer und dort von 1958 bis 1967 Mitglied des Ausschusses für Eingaben der Bürger. Martha Pässold war am 15. Oktober 1954, zwei Tage vor dem Wahltag, vom „Wahlleiter der Republik“ als Kandidatin bestätigt worden. Sie trat an die Stelle der von der Nationalen Front zurückgezogenen Kandidatin Frieda Hopf aus Hirschendorf in Thüringen.
Ab 1952 war sie Zweite Vorsitzende und Mitglied des Sekretariats des Kreisvorstandes Ilmenau der VdgB und von 1954 bis 1957 gehörte sie als Mitglied dem VdgB-Bezirksvorstand Suhl an. Von 1952 bis 1966 war sie zudem Vorsitzende, später dann Vorstandsmitglied der Bäuerlichen Handelsgenossenschaft in Ilmenau.
Ab 1954 war sie Mitglied des Demokratischen Frauenbund Deutschlands (DFD) und Ehrenmitglied des DFD-Bezirksvorstandes Suhl. Ab 1962 fungierte sie als Vorsitzende des Frauenausschusses der LPG „Karl Marx“ in Ilmenau und ab 1966 war sie auch Mitglied des Bezirksvorstandes Suhl der Gesellschaft für Deutsch-Sowjetische Freundschaft. Bei ihren Besuchen in der Sowjetunion vermied sie es aber, an Kranzniederlegungen zu Ehren der Sowjetsoldaten teilzunehmen, da ihr erster Mann, Kurt Eichel, als Gefreiter 1944 an der Ostfront gefallen war.
Martha Pässold war verheiratet und Mutter eines Kindes.

## Auszeichnungen
Pässold wurde 1957 mit der Ehrennadel der Nationalen Front, später mit der Verdienstmedaille der DDR, der Ehrennadel der VdgB, dem Ehrenzeichen der DBD sowie 1964 der Clara-Zetkin-Medaille ausgezeichnet.